# Trichogomphus vicinus
Trichogomphus vicinus är en skalbaggsart som beskrevs av Roger Paul Dechambre 1995. Trichogomphus vicinus ingår i släktet Trichogomphus och familjen Dynastidae. Inga underarter finns listade i Catalogue of Life.